# Стів Гедд
Стівен Кендалл Гедд (народився 9 квітня 1945  ) — американський барабанщик, перкусіоніст і сесійний музикант. Ґадд є одним із найвідоміших і високоповажаних сесійних і студійних барабанщиків у цій індустрії, отримав визнання за введення в Зал слави сучасних барабанщиків у 1984 році. Виступи Гедда у фільмах Пола Саймона «50 Ways to Leave Your Lover» і «Late in the Evening» і «Aja » Стілі Дена є прикладами його стилю. Він працював з іншими популярними музикантами з багатьох жанрів, включаючи Simon & Garfunkel, Paul McCartney, James Taylor, Harry Chapin, Joe Cocker, Bonnie Raitt, Grover Washington Jr., Michael Brecker, Chick Corea, Lee Ritenour, Paul Desmond, Kate Bush, Чет Бейкер, Ел Ді Меола, Чак Мангіоне, Кенні Логінс, Ерік Клептон, Піно Даніеле, Мішель Петруччані та Тошікі Кадомацу.

## Раннє життя
Ґадд виріс у Айрондекуйті, штат Нью-Йорк. Він почав грати на барабанах у дуже ранньому віці. В 11 років він взяв участь у національному конкурсі талантів Міккі Мауса та став одним із переможців; він виграв поїздку до Каліфорнії, де познайомився з Уолтом Діснеєм і з’явився в Клубі Міккі Мауса, де грав на барабанах і танцював чечітку. Гедд закінчив середню школу Eastridge High School, потім відвідав Eastman School of Music, яку закінчив у 1968 році. Потім його призвали до армії Сполучених Штатів, де він прослужив наступні три роки, граючи на барабанах у польовому оркестрі армії США, дислокованому у Форт. Мід, доктор медицини.

## Кар'єра

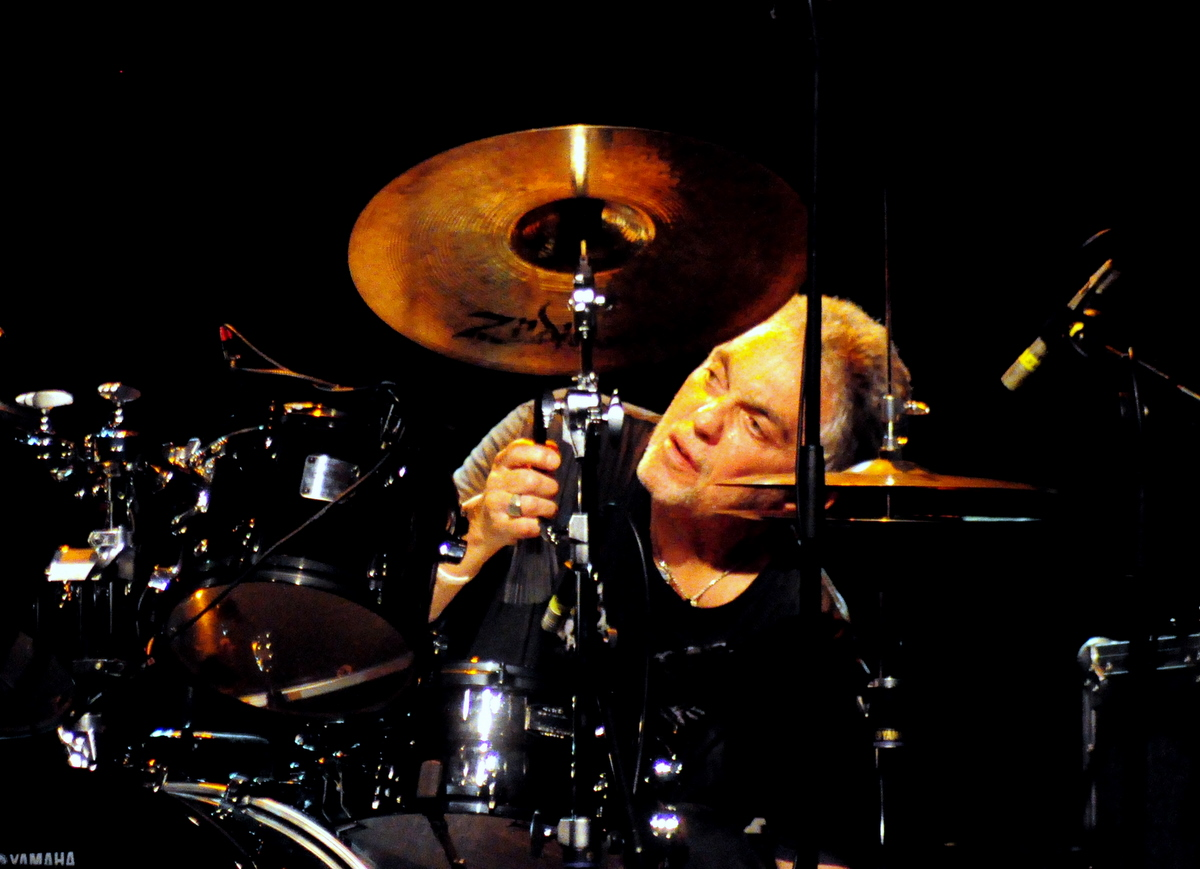
Гедд зі своєю барабанною установкою в 2010 році

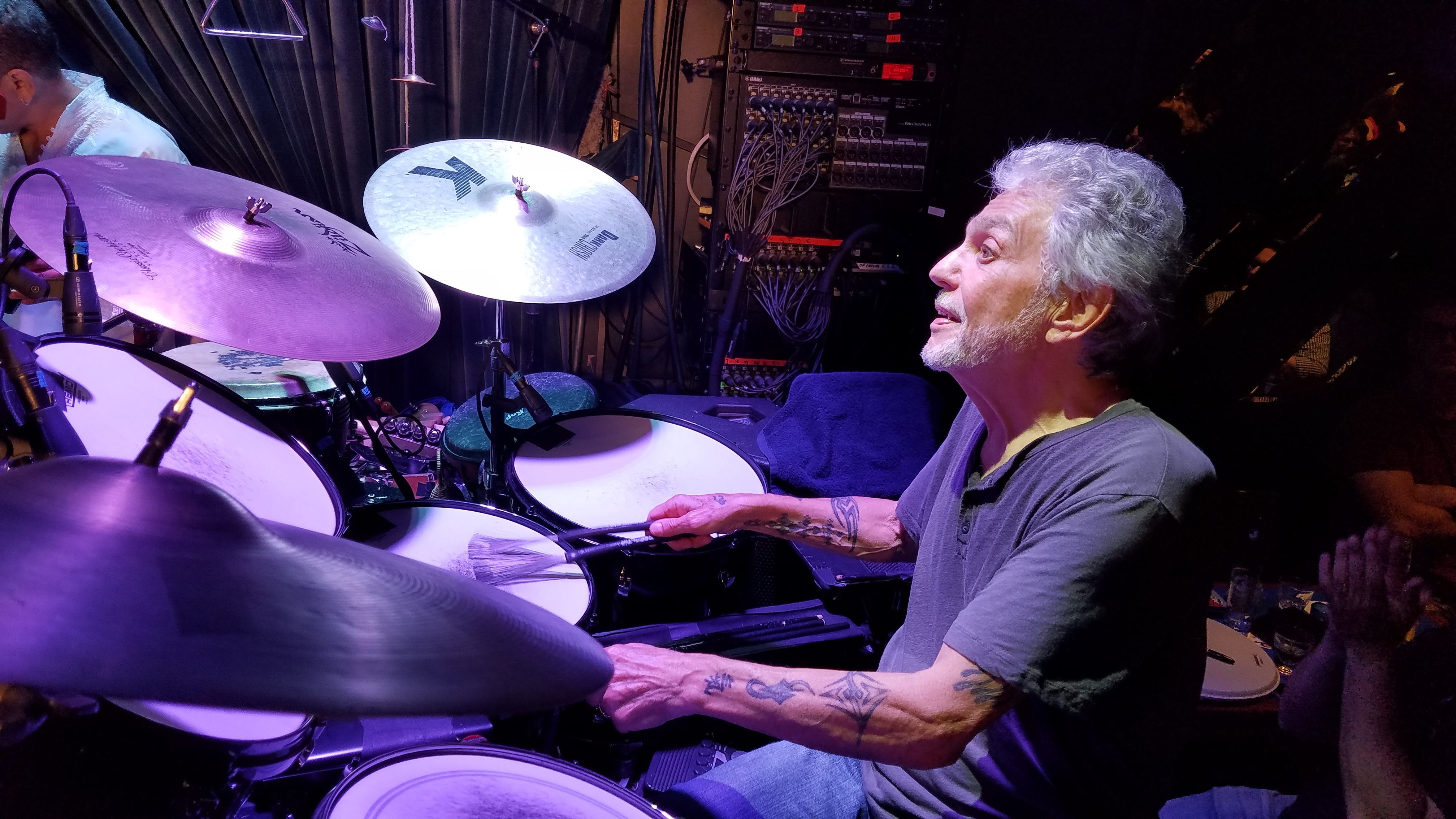
Стів Гедд грається пензлями під час перегляду Чіка Коріа під час їхнього шоу в Blue Note у Нью-Йорку в п'ятницю, 29 вересня 2017 року.

У 1968 році Гедд зробив свій перший студійний запис альбому Гапа Мангіоне Diana in the Autumn Wind.
У 1973 році Ґадд створив короткочасний джазовий ф’южн-гурт L'Image разом з Майком Майньєрі, Ворреном Бернхардтом, Девідом Спінозою та Тоні Левіним . Також у 1973 році він почав грати на численних альбомах для джазового лейблу CTI Records, акомпануючи таким виконавцям, як Мілт Джексон, Чет Бейкер, Арт Фармер, Джим Холл і Губерт Лоуз . Гедд грав на барабанах у заголовній пісні джаз-рокового альбому Стілі Дена 1977 року Aja; барабанне соло, яке він зіграв наприкінці пісні, стало «легендою», згідно зі статтею Jazziz за 2019 рік, з його «вибуховими бігами том-тома та чіткими канавками тарілок». Іншими відомими записами 1970-х є хіт Ван Маккоя «The Hustle» (1975), «50 Ways To Leave Your Lover» Пола Саймона (1975), «Chuck E.'s in Love» Рікі Лі Джонса (1979) та альбоми Чіка Корі « The Leprechaun» (1976), «My Spanish Heart» (1976), «The Mad Hatter» (1978) і «Friends» (1978).
У 1981 році він грав на барабанах і перкусії для концерту Саймона і Гарфанкеля в Центральному парку.
Гедд був учасником Манхеттенського джазового квінтету з моменту його заснування в 1983 році до його відходу в 1987 році, замінений Дейвом Веклом, хоча відтоді він кілька разів возз’єднувався з групою. Група офіційно випустила свої альбоми лише в Японії, і найбільш відома там.
Весь 1991 рік Гедд гастролював з Полом Саймоном. Він записував і гастролював з Еріком Клептоном у 1994/1996 роках і знову з 1997 по 2004 рік. У 1997 році він також відвідав світове турне в тріо з великим французьким джазом Мішелем Петруччані та його давнім колегою по групі, басистом Ентоні Джексоном (знято на концертний альбом Trio in Tokyo ). Гедд грав на блюзовому альбомі Riding with the King разом з Бі Бі Кінгом, Еріком Клептоном, Джиммі Воганом та кількома іншими. У 2009 році Гедд повернувся до групи Клептона, щоб грати 11 вечорів у Королівському Альберт-Холі, і був частиною гастрольного гурту Клептона протягом травня 2009 року. Також у 2009 році Гедд возз’єднався з L'Image, і група виступила в джаз-клубі Iridium у Нью-Йорку, здійснила тур по Японії та Європі та випустила альбом L'Image 2.0 .
Гедд також працював з Четом Бейкером, Тоні Бенксом, Джоном Бон Джові, Бі Джиз, Джорджем Бенсоном, Еді Брікелл, Кейт Буш, Стенлі Кларком, Еріком Клептоном, Джо Кокером, Чіком Коріа, Джимом Кроче, Крістофером Кроссом, Піно Даніеле, Полом Десмондом, Ел Ді Меола, Арт Фармер, Роберта Флек, Арета Франклін, Едді Гомес, Дейв Грузін, Боб Джеймс, Ел Жарро, Квінсі Джонс, Рікі Лі Джонс, Манхеттенський трансфер, Пол Маккартні, Рінго Старр, Майкл МакДональд, Мішель Петруччані, Бонні Рейтт, «Повернення назавжди», Даяна Росс, Девід Сенборн, Карлі Саймон, Чак Мангіоне, Пол Саймон, Френк Сінатра, Фібі Сноу, «Кроки попереду », Барбра Стрейзанд, Стаф, Річард Ті, Міхал Урбаніак і Діон Уорвік.

## Обладнання
Ґадд схвалює та використовує барабани, педалі та обладнання Yamaha Drums, тарілки Zildjian,   головки барабанів Remo, латиноамериканські перкусії, мікрофони Earthworks. Палиці та пензлі <a href="./Вік_Ферт" rel="mw:WikiLink" data-linkid="undefined" data-cx="{&amp;quot;userAdded&amp;quot;:true,&amp;quot;adapted&amp;quot;:true}">Vic Firth</a>   і пакети Beato.

## Дискографія
- Gaddabout (Electric Bird, 1984)
- Хлопці з Рочестера з Чаком Мангіоне (Feels So Good, 1989)
- Together Forever with Chuck Mangione (Gates Music, 1994)
- Тріо в Токіо з Мішелем Петруччані (Дрейфус, 1999)
- Steps/Smokin' in the Pit (Нью-Йорк, 1999)
- Супер тріо з Чіком Коріа, Крістіаном Макбрайдом («Божевільний капелюшник», 2006)
- Live at Voce (BFM, 2010)
- Gadditude (BFM, 2013)
- Blicher Hemmer Gadd (C-Nut, 2014)
- 70 Strong (BFM, 2015)
- Шлях назад додому (BFM, 2016)
- Китайський метелик із чіком Корі (Stretch, 2017)
- Steve Gadd Band (BFM, 2018)